# Diego Guebel
Diego Guebel é um produtor e diretor de televisão argentino Junto com Mario Pergolini fundou a Eyeworks-Cuatro Cabezas, responsáveis por inúmeros formatos televisivos pelo mundo todo. Foi vice-presidente de televisão do Grupo Bandeirantes.

## Biografia
Em 1981, Guebel conheceu Mario Pergolini que era radialista, e juntos criaram o programa Videolinea que consistia em exibir clipes musicais na TV a cabo. Após a investida na TV a Cabo, em 1995 decidiram criar o programa Caiga Quien Caiga que se tornou sucesso mundial. Tal empreitada fez com que Pergolini e Guebel fundassem a Cuatro Cabezas criando novos formatos de programas, inicialmente na Argentina. Em 2008 Pergolini vendeu sua parte da Cuatro Cabezas para o grupo holandes Eyeworks, desde então virou a Eyeworks-Cuatro Cabezas. Em outubro de 2011, assume a direção artística da Rede Bandeirantes, emissora de televisão brasileira. Em 2017, assumiu a vice-presidência de televisão do Grupo Bandeirantes, responsável por todas as áreas da emissora de TV (comercial, artística, jornalismo e operacional). Em 06 de dezembro, Diego deixou a emissora.

## Formatos

### Argentina
- Garota FX
- Caiga Quien Caiga (1995 - atualmente)
- Zapping Zone
- Hermanos e Dectetives
- Rally MTV
- Bringing Home Baby

### Brasil
- Custe o Que Custar (Rede Bandeirantes, 2008 - 2015)
- Polícia 24h (Rede Bandeirantes, 2010 - 2016)
- E24 (Rede Bandeirantes, 2009 - 2011)
- O Formigueiro (Rede Bandeirantes, 2010)
- O Mundo Segundo os Brasileiros (Rede Bandeirantes, 2011 - 2017)
- Jogo das Loiras (Rede Bandeirantes, 2011, nunca entrou no ar)
- A Liga (Rede Bandeirantes, 2010 - 2016)
- Mulheres Ricas (Rede Bandeirantes, 2012)
- Quem Fica em Pé? (Rede Bandeirantes, 2012)
- MasterChef (Rede Bandeirantes, 2014 - presente)
- Acerte ou Caia (Record, 2024 - presente)